# Березова Лука
Березова Лука́ — село у Миргородському районі Полтавської області. Входить до складу Петрівсько-Роменської сільської громади.

## Географія
Село Березова Лука розташоване на березі річки Хорол (головним чином на правому), вище за течією за 1.5 км розташоване село Ручки, нижче за течією за 2 км розташоване село Мелешки.
Річка у цьому місці звивиста, утворює лимани, стариці та заболочені озера.

## Історія
- 1630 — дата заснування.
- Село постраждало внаслідок геноциду українського народу, проведеного окупаційним урядом СРСР 1923—1933 та 1946–1947 роках[2].
- До 2017 року село Березова Лука було центром Березоволуцької сільради, до якої ще входили села: Лихопілля (Сміляні до 1922), Мелешки.

## Населення
Згідно з переписом УРСР 1989 року чисельність наявного населення села становила 1615 осіб, з яких 674 чоловіки та 941 жінка.
За переписом населення України 2001 року в селі мешкало 1296 осіб.

### Мова
Розподіл населення за рідною мовою за даними перепису 2001 року:
| Мова       | Кількість | Відсоток |
| ---------- | --------- | -------- |
| українська | 1286      | 98.54%   |
| російська  | 19        | 1.46%    |
| Усього     | 1305      | 100%     |

## Освіта
У селі є комунальні навчальні заклади:
- Березоволуцький заклад загальної середньої освіти I-III ступенів Петрівсько-Роменської сільської ради Гадяцького району Полтавської області, підпорядкований Виконавчому комітет Петрівсько-Роменської сільської * Дошкільний навчальний заклад "Казка" Петрівсько-Роменської сільської ради. Розташований за адресою: вул. Гагаріна 2.

## Пам'ятки
8 липня 2012 року урочисто відкрито та освячено кімнату-музей Визвольної боротьби українців за державність 1917—1921 років у відновленій батьківській садибі видатного українського воєначальника, командира полку Чорних запорожців Першої Запорізької дивізії Армії Української Народної республіки, полковника Петра Гавриловича Дяченка (30.01.1895 — 23.04.1965). Відкриття музею стало підсумком робіт, який проводив Фонд «Чорні запорожці» у садибі П. Дяченка з 2009 року.
Наприкінці квітня 2020 року було відновлено меморіальну дошку на честь командира сотні «Східняки» УПА, уродженця села Миколи Савченка «Байди».

## Відомі люди
В селі народилися:
- Булига Іван Артемович (1941) — український радянський діяч, 1-й секретар Гощанського районного комітету КПУ Рівненської області. Член Ревізійної Комісії КПУ в 1986—1990 р.
- Дяченко Віктор Гаврилович (нар. 14 квітня 1892— пом. 26 квітня 1971 Вісконсин, США) — підполковник Армії УНР, курінний 1-го кінного полку Чорних запорожців, член Союзу гетьманців-державників (на еміграції), Військовий отаман Українського вільного козацтва (1967—1971).
- Дяченко Петро Гаврилович (нар. 30 січня 1895 — пом. 23 квітня 1965, м. Філадельфія, США) — , полковник Армії УНР (з 23.6.1920), генерал-хорунжий (з 15.10.1929; наказ Війську УНР, ч. 6, 1 лютого 1961), генерал-хорунжий армії УНР (після 1.2.1961).[7], командир полку Чорних Запорожців, 2-ї дивізії УНА, протипанцерної бригади «Вільна Україна».
- Корост Тетяна Михайлівна (1954) — директор товариства "Агрофірма «Маяк» Котелевського району, Герой України, лауреат Всеукраїнської премії «Жінка III тисячоліття» в номінації «Знакова постать».
- МОРДВИ́НІВ Володимир Теофанович (16. 06. 1889 - ?) - фінансист, військовик, актор.Працював касиром у Держ. банку в Києві. Під час 1-ї світової війни мобілізов. до рос. армії. У червні 1919 добровільно вступив до 1-го Сірожупан. полку Армії УНР.Від листопада 1919 — співроб. Держ. банку УНР  у м. Кам’янець-Подільський.Автор спогадів «Думки про те, чого нам не треба (згадки з минулого)». Помер після червня 1927.
- Пономаренко Олександр Васильович (1986—2014) — сержант Збройних сил України, учасник російсько-української війни.
- Савченко Микола Лаврінович («Петро Миколенко», «Байда»;нар. 20 лютого 1921 — пом. 1 січня 1979, Детройт, США) — хорунжий УПА, командир сотні «Східняки», заст.командира ТВ-26 «Лемко», командир 2-го Перемиського куреня. Заступник керівника Місії УПА за кордоном. Член Закордонного представництва УГВР у 1948—1950 рр. Співорганізатор і неодноразовий голова Об'єднання колишніх вояків УПА в США. Ініціатор створення торонтського Видавничого комітету «Літопис УПА», його засновник[8].
- Троян Олександр Іванович — український радянський діяч, начальник Центрального статистичного управління при Раді Міністрів УРСР, Голова Державного комітету УРСР по статистиці. Депутат Верховної Ради УРСР 10—11-го скликань.

Старшина Армії УНР Антін Кущинський у своїх спогадах, датованих 1983 роком, наводить перелік жителів села Березова Лука, котрі загинули в боротьбі за Україну